# 武予鲁
武予鲁（1955年12月—），山西襄垣人。汉族。早年毕业于焦作矿业学院电气自动化专业，1996年在职研究生毕业于中国矿业大学北京研究生部管理工程专业，获硕士学位。
曾任义马煤业集团股份有限公司董事长、党委书记。
2013年，当选第十二届全国人民代表大会河南地区代表。2013年11月29日，河南省第十二届人大常委会第五次会议决定接受其辞去第十二届全国人民代表大会代表职务。
2013年7月26日，经河南省委同意，武予鲁已被河南省纪委实行双规。2013年9月30日，被免职。2014年8月12日，被双开。